# 余静
余静（1983年12月—），女，汉族，安徽金寨人，中共党员，中华人民共和国政治人物。

## 生平
余静早年在安徽省淮北煤炭师范学院初等教育专业就读，毕业后回到家乡金寨县，在县第三小学担任信息技术教师，其后曾在合肥工业大学成人教育学院接受深造，期间加入中国共产党；自合肥工大毕业后，先后在金寨县中医医院信息科、花石乡卫生院、古碑镇中心卫生院就职；2015年，获选派成为中共金寨县花石乡大湾村党总支第一书记，并兼任村扶贫工作队队长，在任期间，她致力于将茶业与旅游业结合，以帮助大湾村住民摆脱贫困。2020年，出任花石乡农业农村管理服务中心主任；2021年4月，升任中共花石乡党委政法委员、人武部长。
余静也是中共十九大、二十大代表，十四届全国政协委员；2023年6月，当选为第十九屆中国共青团中央書記處書記（兼职）。